# 本田幸介

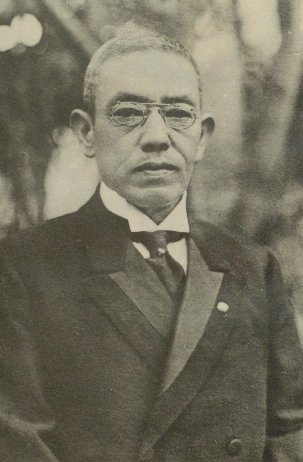
本田幸介

本田 幸介（ほんだ こうすけ、文久4年1月4日（1864年2月11日） - 昭和5年（1930年）4月20日）は、日本の農学者。東京帝国大学教授、九州帝国大学教授。帝室林野局長官。農学博士。宮中顧問官。族籍は東京府士族。旧姓は野村。正三位勲一等。

## 経歴
鹿児島藩士で初代長崎裁判所総督、初代埼玉県令となった野村盛秀の二男として生まれ、本田仲次郎の養子となった。1886年（明治19年）、駒場農学校を卒業した。農商務属、技手、東京農林学校教授、帝国大学農科大学助教授を歴任した。1891年（明治24年）から1895年（明治28年）までドイツに留学し、帰国後に帝国大学教授に就任した。1899年（明治32年）、農学博士号を受けた。
1906年（明治39年）より統監府勧業模範場場長、朝鮮総督府勧業模範場場長、同農林学校校長を務め、1919年（大正8年）に退官した。
1921年（大正10年）、九州帝国大学教授・農学部長に就任し、翌年に帝室林野局長官に任命された。1926年（大正15年）に退官した後は宮中顧問官に就任した。
1930年（昭和5年）4月20日、狭心症で治療を受けていたが東京府東京市小石川区駕籠町（現東京都文京区）の自宅で死去、66歳。朝鮮における農業の基礎を形作った功労などにより死没日をもって勲一等瑞宝章追贈。

## 栄典
- 1904年（明治37年）11月30日 - 正五位[7]

## 家族・親族
本田家
鹿児島県、東京小石川駕籠町
- 妻・テイ（東京士族・石原近義の四女）[3]

1879年 - ？
- 男・彌太郎[3]

1905年 - ？
- 女・博子[3]

1899年 - ？
- 二女・華子（東京府人・前田三介に嫁ぐ）[3]

1900年 - ？
- 女・近子[3]

1903年 - ？